# Emerson Espinoza
 (février 2020).
Pour les articles homonymes, voir Espinoza.
Emerson Espinoza, né le 11 mars 2001 à Guayaquil, est un footballeur équatorien qui évolue au poste de milieu défensif à l'Albacete Balompié.

## Biographie

### En club
Ayant découvert le foot dans son pays d'origine, en Équateur, il signe ensuite en Italie, à Parme en 2019, avant d'être prêté à l'Inter en janvier 2020, avec une option d'achat.
Non retenu à Milan par les futurs champions d'Italie, il est transféré par Parme à l'Albacete Balompié en Liga 2. Il prend ainsi part

### En sélection
En 2019, il est appelé en équipe d'Équateur des moins de 20 ans pour disputer championnat de la CONMEBOL des moins de 20 ans. Il est alors le plus jeune joueur de l'effectif équatorien. Il s'impose comme le titulaire au poste de milieu défensif — avant d'être suspendu pour une accumulation de carton jaune — permettant à son équipe de gagner leur premier titre dans la compétition,.

## Palmarès
Équipe d'Équateur des moins de 20 ans
- Championnat de la CONMEBOL des moins de 20 ans
  - Vainqueur en 2019.